# آندره بایا
آندره لوئیز بایا دوس سانتوس ویانا (به پرتغالی: André Luiz Bahia dos Santos Viana) مدافع اهل برزیل است که در شهر ریودو ژانیرو و در تاریخ ۲۴ نوامبر ۱۹۸۳ به دنیا آمده‌است.